# Late heide-uil
De late heide-uil (Xestia agathina) is een nachtvlinder uit de familie van de uilen (Noctuidae). De wetenschappelijke naam van deze soort is als Noctua agathina voor het eerst geldig gepubliceerd door Duponchel in 1827.

## Beschrijving
De voorvleugellengte bedraagt tussen de 14 en 16 millimeter. De grondkleur van de voorvleugels varieert van bijna zwart roodbruin tot licht grijsbruin. Langs de voorrand (costa) loopt een lichtgekleurde strook. De niervlek is iets langgerekt en zeer licht van kleur in een zwarte wigvormige strook. Aan de buitenste dwarse golflijn bevinden zich enkele zwarte pijlvlekken.

## Levenscyclus
De rups van de late heide-uil is te vinden van augustus tot in juni en overwintert. Als waardplanten worden struikhei en dophei gebruikt. De vlinder kent één generatie die vliegt van halverwege augustus tot in september. 

## Voorkomen
De soort komt voor in West-Europa en delen van Centraal-Europa. De late heide-uil is in Nederland en België een zeldzame soort. De habitat is vochtige heide.